# Militärwissenschaftliche Rundschau

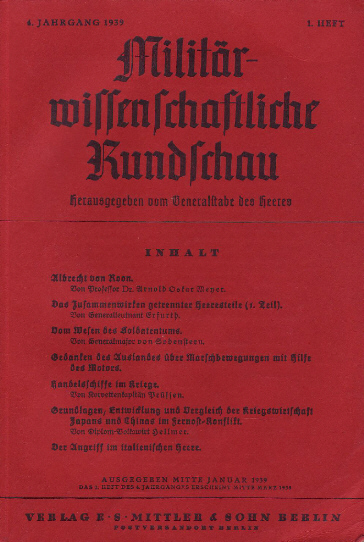
Ausgabe der Militärwissenschaftlichen Rundschau vom Januar 1939

Die Militärwissenschaftliche Rundschau war eine deutsche militärische Fachzeitschrift, die von 1936 bis 1944 erschien und im Zuge der Aufrüstung der Wehrmacht entstand.
Die Zeitschrift wurde zuerst vom Reichskriegsministerium (1936–1937) und danach von der 7. (kriegswissenschaftlichen) Abteilung des Generalstabes des Heeres, unter der Leitung des Oberquartiermeisters V Generalleutnant Waldemar Erfurth (1879–1971), herausgegeben, deren Aufgabe es war, die Kriegführung wissenschaftlich zu erforschen, Kriegsereignisse und fremde Heere darzustellen, die Kriegserfahrungen auszuwerten und das militärische Schrifttum zu betreuen. Die Gründung der Zeitschrift spiegelte in dieser Hinsicht das neue Selbstvertrauen der militärischen Führung wider.

„Der Neubau der deutschen Wehrmacht und die Erscheinungsformen des neuzeitlichen Krieges geben der wissenschaftlichen Arbeit des Offiziers veränderte Grundlagen und größere Aufgaben. Dieser Erkenntnis verdankt die Militärwissenschaftliche Rundschau ihre Entstehung.“

Die Zeitschrift erschien zum ersten Mal im Januar 1936 im Verlag E. S. Mittler & Sohn und wurde in den folgenden Jahren alle zwei Monate herausgegeben. Ihr Umfang betrug acht bis zehn Druckbögen und der Jahresbezugspreis belief sich auf zwölf Reichsmark (18 Reichsmark im Ausland). Wehrmachtsangehörige und Persönlichkeiten, die mit dieser in Verbindung standen, erhielten besonders günstige Bezugspreise. Bis zum Ausbruch des Zweiten Weltkrieges erschien die Zeitschrift regelmäßig, doch schon in den letzten vier Monaten des Jahres 1939 erschien nur noch eine Ausgabe, hierbei handelte es sich jedoch um eine Doppelausgabe (5. und 6. Heft). Ab 1940 erschienen nur noch vier Ausgaben pro Jahr. Am Ende des Jahres 1942 ging die Leitung und Herausgabe der Zeitschrift schließlich direkt an das Oberkommando der Wehrmacht (OKW) über. 1943 erschienen noch drei Ausgaben (2 Einzelhefte und 3. und 4. Heft als Doppelheft) und 1944 nur noch zwei Ausgaben, bevor das Projekt abgesetzt wurde. Grund dafür war das zunehmende Misstrauen Adolf Hitlers gegenüber den Offizieren des Generalstabes, der ihnen die Beeinflussung der offiziellen Militärgeschichtsschreibung des Krieges entziehen wollte. Das OKW richtete eine eigene, an Hitler ausgerichtete, kriegsgeschichtliche Abteilung ein, die unter der Leitung des Beauftragten des Führers für die militärische Geschichtsschreibung Oberst i. G. Walter Scherff Hitlers Leistungen als Feldherr festhalten und propagandistisch verwerten sollte. Die Militärwissenschaftliche Rundschau wurde deshalb in diesen letzten Jahren mehr als Plattform für Propaganda als für Wehrwissenschaft genutzt.
In der Zeitschrift wurden auch Publikationen der Deutschen Gesellschaft für Wehrpolitik und Wehrwissenschaften veröffentlicht.
Die Militärwissenschaftliche Rundschau selbst sah sich in der Tradition der Vierteljahrshefte für Truppenführung und Heereskunde, einer Zeitschrift, die von 1904 bis 1914 erschienen war. In dieser waren die Aufgaben wie folgt formuliert worden: "Die Zeitschrift bringt Aufsätze taktischen und kriegsgeschichtlichen Inhalts sowie Nachrichten über interessante Truppenübungen und Mitteilungen über fremde Armeen. Bei letzteren wird vor allem Gewicht gelegt auf die Wiedergabe des für die Organisation, Ausbildung und Führung Wesentlichen und Lehrreichen, und zwar nicht in der Form bloßer Zusammenstellungen, sondern abgeschlossener Aufsätze."

„Sie [die Zeitschrift] soll Mittlerin und Dienerin ernster soldatischer Geistesarbeit sein. Wie vor dem Krieg die Vierteljahrshefte für Truppenkunde und Heeresführung hervorragenden Anteil an der einheitlichen Durchbildung des deutschen Offizierskorps hatten, so soll die neue Zeitschrift dem heutigen Offizier eine Quelle wissenschaftlicher Wahrheit, geistiger Klarheit und damit eine feste Brücke vom Wissen zum Können sein. Drei Leitsätze gebe ich der Militärwissenschaftlichen Rundschau mit auf den Weg: 1. Alles Suchen in der Vergangenheit ohne Bezug auf Gegenwart und Zukunft ist nutzlos. 2. Das Ganze ist wichtiger als der Teil, das Kleine erhält seinen Platz vom Ganzen. 3. Manneszucht umschließt auch Zucht der Gedanken, beim Schreiben und beim Lesen.“

Die Militärwissenschaftliche Rundschau diente in der Vorkriegszeit als wichtiges Forum für die Verbreitung progressiver militärischer Theorien. So analysierten die verschiedenen Autoren nicht nur die Kriegführung des Ersten Weltkrieges und der Kriege in Abessinien und China, sondern entwickelten auch die Konzeptionen für taktische Verfahren des Zweiten Weltkrieges. So veröffentlichte u. a. auch Heinz Guderian Aufsätze über zukünftige Panzertaktik. Auch die Konzeptionen des Blitzkrieges und des Totalen Krieges wurden thematisiert. Oft wurden wichtige Publikationen erst in der Militärwissenschaftlichen Rundschau veröffentlicht, bevor sie als Buch herausgegeben wurden, so z. B. das Buch Die Abwehr des Generals Wilhelm Ritter von Leeb. Nach dem Kriegsbeginn 1939 kamen Analysen und Kampfberichte der verschiedenen Feldzüge bis 1941 hinzu, die noch heute wichtige Aufschlüsse über die strategischen Konzeptionen der Wehrmacht zulassen. Ab Ende 1942 fiel das Niveau der Zeitschrift ab; Sieges- und Durchhalteparolen gaben den Ton an.
Nach dem Krieg wurde die Tradition der Zeitschrift in Westdeutschland durch die Wehrwissenschaftliche Rundschau wieder aufgenommen.